# Greta Scacchi
Pour les articles homonymes, voir Scacchi.
Greta Scacchi, née le 18 février 1960 à Milan, (Lombardie), est une actrice italo-australo-britannique.

## Biographie
Greta Scacchi naît d'une mère anglaise, Pamela Risbey, danseuse, et d'un père italien, Luca Scacchi dit Gracco (Gracchus), peintre et marchand d'art. Ses parents divorcent quand elle a trois ans, et sa mère retourne en Angleterre avec Greta et ses deux frères d'un an ses aînés, les jumeaux Paul et Tom. En 1975, la famille déménage en Australie et sa mère se remarie.
En 1977, Greta Scacchi retourne en Angleterre pour se lancer dans une carrière d'actrice ; elle suit l'école de théâtre du Bristol Old Vic, avec Miranda Richardson et Amanda Redman. En 1982, elle fait ses débuts au cinéma dans le film allemand Das Zweite Gesicht (The Second Face) puis s'essaie dans divers films comme Heat and Dust (1983), White Mischief (1987), Présumé Innocent (Presumed Innocent, 1990), The Player (1993), et Country Life (en) (1994).
En 1996 elle gagne un Emmy Award pour sa contribution dans le téléfilm Raspoutine. Elle était cette année-là membre du jury de Cannes. Elle a aussi été nommée pour un Golden Globe et d'autres récompenses.
En 2009, elle pose nue pour la campagne Fish Love afin de sensibiliser le public contre la surpêche.
En février 2010, elle joue Désirée Armfeldt dans la comédie musicale A Little Night Music de Stephen Sondheim au théâtre du Chatelet à Paris, en remplacement de Kristin Scott-Thomas.

### Vie privée
Entre 1983 et 1989, elle fréquente le chanteur néo-zélandais Tim Finn. De son mariage avec l'acteur américain Vincent D'Onofrio (1989-1993), elle a eu une fille, Leila George, actrice née le 20 mars 1992. Elle a aussi un fils (Matteo, né en 1998) avec son cousin et compagnon, Carlo Mantegazza.

## Filmographie

### Cinéma
- 1982 : Das Zweite Gesicht, de Dominik Graf : Anna
- 1982 : Chaleur et Poussière (Heat and Dust), de James Ivory : Olivia
- 1982 : Dead on Time, de Lyndall Hobbs : Jolie fille
- 1984 : The Ebony Tower, de Robert Knights : Diana, « la souris »
- 1984 : Coca Cola Kid, de Dušan Makavejev : Terri
- 1984 : Burke et Wills, de Graeme Clifford : Julia Matthews
- 1984 : Au nom du Royaume, de David Drury : Nina Beckman
- 1987 : Un homme amoureux (A Man in Love), de Diane Kurys : Jane Steiner
- 1987 : Good Morning Babilonia, de Paolo Taviani et Vittorio Taviani : Edna Bonnano
- 1987 : Sur la route de Nairobi (White Mischief), de Michael Radford : Lady Diana Broughton
- 1988 : Trois sœurs (Paura e amore), de Margarethe von Trotta : Maria
- 1988 : La Femme de la Lune (it) (La donna della luna), de Vito Zagarrio : Angela
- 1990 : Présumé Innocent (Presumed Innocent), d'Alan J. Pakula : Carolyn Polhemus
- 1991 : Troubles (Shattered), de Wolfgang Petersen : Judith Merrick
- 1991 : Cruel dilemme (Fires Within), de Gillian Armstrong : Isabel
- 1992 : Turtle Beach, de Stephen Wallace : Judith
- 1992 : The Player, de Robert Altman : June Gudmundsdottir
- 1992 : Les Vaisseaux du cœur (Salt on Our Skin) d'Andrew Birkin : George
- 1994 : Les Leçons de la vie (The Browing Version), de Mike Figgis : Laura Crocker-Harris
- 1994 : Country Life (en), de Michael Blakemore : Deborah Voysey
- 1995 : Jefferson à Paris (Jefferson in Paris), de James Ivory : Maria Cosway
- 1996 : Cosi (en), de Mark Joffe : une patiente
- 1996 : Emma, l'entremetteuse (Emma), de Douglas McGrath : Mme Weston
- 1997 : Le Baiser du serpent (The Serpent's Kiss), de Philippe Rousselot : Juliana
- 1998 : Le Violon rouge (The Red Violin), de François Girard : Victoria Byrd (Oxford)
- 1999 : The Manor, de Ken Berris : Mme Ravenscroft
- 1999 : Tom's Midnight Garden, de Willard Carroll : tante Gwen Kitson
- 1998 : Love and Rage, de Cathal Black : Agnes MacDonnell
- 1999 : Cotton Mary, d'Ismail Merchant : Lily MacIntosh
- 1999 : Ladies Room, de Gabriella Cristiani : Lucia
- 2000 : Looking for Alibrandi, de Kate Woods : Christina Alibrandi
- 2000 : Hollywood liste rouge, de Karl Francis : Gale Sondergaard
- 2001 : Festival in Cannes, d'Henry Jaglom : Alice Palmer
- 2003 : Il ronzio delle mosche, de Dario D'Ambrosi : Natalia
- 2003 : Baltic Storm, de Reuben Leder : Julia Reuter
- 2004 : Le Prix du désir (Sotto falso nome), de Roberto Andò : Nicoletta
- 2004 : Beyond the Sea, de Kevin Spacey : Mary Duvan
- 2005 : Flight Plan, de Robert Schwentke : la thérapeute
- 2006 : The Book Of Revelation, d'Ana Kokkinos : Isabelle
- 2007 : Shoot on Sight, de Jag Mundhra : Susan Ali
- 2008 : Retour à Brideshead, de Julian Jarrold : Cara
- 2009 : L'Amour caché (L'amore nascosto), d'Alessandro Capone : le Dr Madeleine Nielsen
- 2010 : Ways to Live Forever, de Gustavo Ron : conseillère
- 2010 : Un altro mondo, de Silvio Muccino : Cristina
- 2014 : The Falling, de Carol Morley : Miss Mantel
- 2015 : North v South, de Steven Nesbit : Mme Singer
- 2017 : La Fille dans le brouillard (La ragazza nella nebbia) de Donato Carrisi : Beatrice Leman
- 2017 : La Tendresse (La tenerezza) de Gianni Amelio : Aurora
- 2018 : Amanda de Michaël Hers : Alison
- 2018 : Operation Finale de Chris Weitz : Vera Eichmann[6].
- 2018 : Du miel plein la tête (Head full of honey) de Til Schweiger : Abtissin
- 2023 : Run Rabbit Run de Daina Reid : Joan
- 2023 : Te l'avevo detto de Ginevra Elkann : Frances

### Télévision

#### Téléfilms
- 1984 : La Dame aux camélias, de Desmond Davis (téléfilm) : Marguerite Gautier
- 1985 : Le Docteur Fischer de Genève (Dr Fischer of Geneva), de Michael Lindsay-Hogg (téléfilm) : Anna-Luise Fischer
- 1996 : Raspoutine (Rasputin), de Uli Edel (téléfilm) : la tsarine Alexandra
- 1997 : L'Odyssée (The Odyssey), d'Andrei Konchalovsky (téléfilm) : Pénélope
- 1998 : Macbeth, de Michael Bogdanov (téléfilm) : Lady Macbeth
- 2000 : Christmas Glory 2000 (doc) : elle-même
- 2002 : Jeffrey Archer: The Truth, de Guy Jenkin (téléfilm) : Margaret Thatcher
- 2008 : Le Choix de Jane (Miss Austen Regrets), de Jeremy Lovering (téléfilm) : Cassandra Austen
- 2011 : Hindenburg: le géant des airs, de Philipp Kadelbach (téléfilm) : Helen Van Zandt

#### Séries télévisées
- 1981 : Bergerac (saison 1, épisode 10 : La Cagoule et l'Arlequin) : Annie
- 1984 : Waterfront, de Chris Thomson (mini série) : Anna Cheri
- 2001 : The Farm, de Kate Woods (mini série) : Liz Cooper
- 2002 : Daniel Deronda, de Tom Hooper (mini série) : Lydia Glasher
- 2006 : Broken Trail, de Walter Hill (mini série) : Nola Johns
- 2006 : Rêves et Cauchemars (Nightmares & Dreamscapes), de Rob Bowman et Mikael Salomon (mini série) : Dr Katie Arlen (épisode Salle d'autopsie quatre)
- 2006 : Miss Marple, de Peter Medak (série télévisée) : Tuppence Beresford (épisode Mon petit doigt m'a dit)
- 2013 : Hercule Poirot, (épisode Une mémoire d'éléphant)
- 2016 :  Guerre et Paix : Comtesse  Natalia Rostova née Chinchine[7].
- 2017 : Versailles (Saison 2), de Thomas Vincent et Andrew Bampfield[8] : Madeleine de Foix.
- 2023 : Bodies :

## Voix francophones
En version française, Greta Scacchi a été le plus souvent doublée par Emmanuèle Bondeville. Cette dernière lui prêtant sa voix dans Présumé Innocent, Troubles, Emma, l'entremetteuse, Guerre et Paix, La Fille dans le brouillard ou encore The Terror. 
En parallèle, ces dernières années, elle a été doublée à deux reprises par Danièle Douet dans Waiting for the Barbarians et Run Rabbit Run, Gabriella Bonavera dans Du miel plein la tête, Anaïs Delva dans Bodies et Vanina Pradier dans One Trillion Dollar (de).
À titre exceptionnel, elle a été doublée par Caroline Jacquin dans Burke & Wills (en), Béatrice Agenin dans Les Leçons de la vie, Déborah Perret dans Le Violon rouge, Pauline Larrieu dans Flight Plan, Clara Borras dans Miss Marple, Caroline Beaune dans Le Choix de Jane et Marie-Martine dans Hercule Poirot.

## Distinctions

### Récompenses
- Emmy Award 1996 de la meilleure actrice de second rôle dans une mini-série pour Raspoutine
- Chevalier de l'Ordre du Mérite de la République italienne[11].

### Nominations
- BAFTA 1984 de la révélation pour Chaleur et Poussière
- Golden Globe 1997 de la meilleure actrice de second rôle dans une mini-série pour Raspoutine
- Screen Actors Guild Award 2007 de la meilleure actrice dans un téléfilm ou une mini-série pour Broken Trail
- Emmy Award 2007 de la meilleure actrice dans un téléfilm ou une mini-série pour Broken Trail